# Трахтемиров
Трахтеми́ров (Терехтеми́ров, укр. Трахтемирів, ранее — Трактомиров) — одна из бывших казацких столиц, исторический уездный городок с монастырём, ныне — село в Черкасском районе Черкасской области Украины.
Расположено на Приднепровской возвышенности, на полуострове, образованном крутым изгибом Днепра напротив г. Переяслав на берегу Каневского водохранилища.

## История

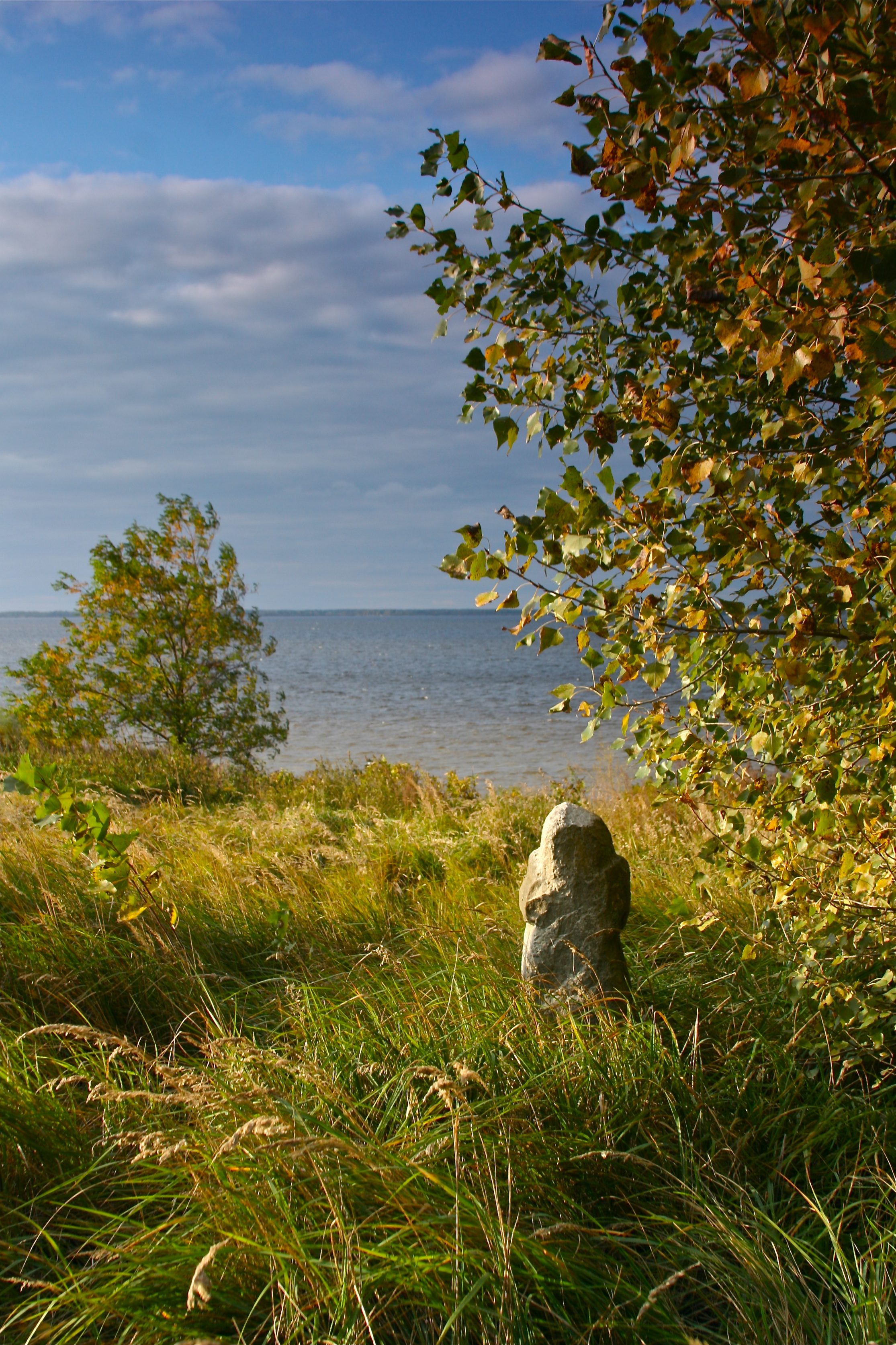
Старинный казацкий крест на месте казацкого кладбища в Трахтемирове — первой столице реестрового казачества

В княжеские времена на этом месте стоял летописный древнерусский город Заруб. Заруб был известен своим бродом через Днепр, который он охранял, и монастырём (монастырь впервые упоминается в 1147 году в связи с поставлением его игумена, Клима Смолятича, киевским митрополитом, но, как показывают раскопки, он существовал уже в XI веке). Монастырь был разрушен татарами, а в XVI веке был возобновлён Евстафием Дашкевичем и с тех пор известен как Трахтемировский монастырь.
По привилею 1578 года король Речи Посполитой Стефан Баторий, учредив реестровое казацкое войско, «даровал запорожским казакам город Трактомиров с монастырем и перевозом» в Киевском воеводстве, расположенный на Днепровском берегу с землями до Чигирина, который был своеобразной столицей реестровиков, здесь размещались их зимние квартиры, арсенал. В нём был организован госпиталь и приют для раненых, искалеченных и старых одиноких казаков.
Тут была построена крепость, ставшая неформальной казацкой столицей. В Трахтемирове выбирали гетманов, принимали послов, хранили припасы. Трахтемировская крепость неоднократно служила форпостом народных восстаний. В 1664 году и монастырь, и замок были полностью разрушены Стефаном Чарнецким в ходе подавления очередного восстания, поднятого в поддержку бывшего гетмана Выговского. На окраине села сохранилось казацкое кладбище XVI—XVII веков, на месте монастыря в урочище Церковщина установлен крест, однако остатки крепости не найдены.
Монастырь был восстановлен в XVIII веке и в качестве униатского просуществовал до 1768 года, когда был разрушен гайдамаками во время восстания Гонты и Железняка.
Трактомиров, после Андрусовского перемирия 1667 года отошедший к России, был, однако, возвращён Польше по условиям Прутского мира с Турцией и получил статус королевского местечка. В конце века он был обращен в ленное владение, принадлежавшее сначала Станиславу Понятовскому (племяннику последнего польского короля), уступленное им некоему Плахоцкому, а от последнего купленное Иваном Павловичем Гудим-Левковичем. Гудим-Левковичам он принадлежал вплоть до отмены крепостного права.
В конце XIX века Трактомиров вернул статус местечка и был волостным центром Трактомировской волости Каневского уезда. Имел к 1890 году 994 жителя, церковь (Троицкая церковь), церковно-приходскую школу, две водяные и много ветряных мельниц. Славился выделкою жерновов для мельниц из местного песчаника.
Во время Великой Отечественной войны в районе села проходили ожесточённые бои. В 1943 году, во время форсирования Днепра, в боях особо отличился Григорий Ячменев, представленный к присвоению звания Герой Советского Союза.
На территории села в 1994 году создан государственный историко-культурный заповедник «Трахтемиров».

## Местная власть
Адрес: Украина, Черкасская область, Черкасский район, индекс 19014, село Бобрица.